# Turkish-Airlines-Flug 301
Turkish-Airlines-Flug 301 (Flugnummer: TK301) war ein planmäßiger Inlandsflug der türkischen Fluggesellschaft Turkish Airlines von Izmir nach Istanbul, bei dem am 26. Januar 1974 eine Fokker F28-1000 beim Startlauf auf dem Flughafen Izmir-Cumaovası bei winterlichen Bedingungen verunglückte. Bei dem Unfall kamen 66 Menschen ums Leben, nur 7 überlebten.
Es handelte sich zum damaligen Zeitpunkt um den zweitschwersten Flugunfall in der Türkei sowie bis zum Absturz einer DC-10 bei Paris wenige Wochen später um den schwersten der Turkish Airlines.

## Flugzeug
Die Maschine war eine Fokker F28-1000, die seit ihrer Erstauslieferung am 5. September 1972 an Turkish Airlines 2269 Flugstunden sowie 3133 Starts und Landungen absolviert hatte. Die Maschine war auf den Namen Van getauft worden. Sie trug die Seriennummer 11057 sowie das Luftfahrzeugkennzeichen TC-JAO und war mit zwei Rolls-Royce RB183-2 "Spey" Mk555-15-Triebwerken ausgestattet.

## Besatzung
Der 37-jährige Kapitän der Maschine war im Besitz von Musterberechtigungen für die Flugzeugtypen Fokker F-27 und Fokker F28. Er hatte seine Pilotenausbildung bei der Akademie der Türkischen Luftstreitkräfte im Jahr 1958 abgeschlossen und hatte bei den Luftstreitkräften 2600 Flugstunden absolviert, darunter mit den Flugzeugtypen North American F-86, Lockheed F-104 und Beechcraft T-34. Im Jahr 1970 verließ er die Luftstreitkräfte und trat eine Stelle als Pilot bei Turkish Airlines an. Er wurde in den Niederlanden und der Türkei zum Piloten der Fokker F28 ausgebildet und 1972 zum Kapitän dieses Flugzeugtyps befördert. Ein Jahr später wurde er zudem als Prüfkapitän für die F28 zugelassen. Zum Zeitpunkt des Unfalls hatte der Kapitän 1903 Flugstunden auf der Fokker F-27 sowie 577 auf der Fokker F28 absolviert.
Der 36-jährige Erste Offizier besaß eine Musterberechtigung für die Fokker F28. Auch er hatte seine Pilotenausbildung bei der Akademie der Türkischen Luftstreitkräfte gemacht. Bis zum Jahr 1973, als er die Luftstreitkräfte verließ, um als Pilot bei Turkish Airlines anzuheuern, hatte der Erste Offizier 2794 Flugstunden mit den Flugzeugtypen Douglas DC-3, Vickers Viscount und Douglas C-54 sowie dem Hubschrauber Sikorsky H-19 angesammelt. Seine Ausbildung zum Piloten der Fokker F28 hatte er in den Niederlanden absolviert und war seitdem bei der Turkish Airlines ausschließlich auf diesem Flugzeugtyp eingesetzt, wobei er über 395 Stunden Flugerfahrung verfügte.

## Unfallhergang
Dieselbe Besatzung hatte mit derselben Maschine bereits in den zwei Tagen zuvor Flüge durchgeführt. Am 24. Januar war sie zunächst von Istanbul nach Izmir, dann nach Athen und wieder nach Izmir geflogen und verbrachte die Nacht am Flughafen Izmir. Am Vortag flog sie nach Istanbul und wieder zurück nach Izmir. Einen zweiten Flug nach Istanbul musste sie wegen schlechten Wetters abbrechen und nach Izmir umkehren. Auch diese Nacht verbrachte die Besatzung am Flughafen, wo die Maschine über Nacht geparkt blieb.
Nachdem am Morgen des 26. Januar das Boarding aller Passagiere abgeschlossen war, führte der Pilot, der die Maschine beim Start steuern sollte, um 7:07 Uhr Ortszeit einen Rundgang durch, um die Maschine zu inspizieren.
Die Piloten erhielten die Freigabe zum Start von Bahn 35 und die Maschine rollte pünktlich zur Startbahn. Nach einem Startlauf von 980 Metern hob die Fokker ab. Auf einer Höhe von 8 bis 10 Metern rollte die Maschine leicht nach links und sank flach auf den Boden zurück. Die Maschine schlug an einem Entwässerungsgraben auf, schlitterte durchs Gelände, brach auseinander und geriet in Brand.

## Rettungsaktion
Flughafenmitarbeiter und weitere Augenzeugen, die den Unfall beobachtet hatten, rannten augenblicklich zur Unfallstelle, um Verletzte zu bergen, ehe die Maschine ausbrannte. Sechs Passagiere und ein Besatzungsmitglied konnten lebend aus der Maschine geborgen werden, die übrigen 66 Insassen starben. Die Flughafenfeuerwehr des nahegelegenen Militärflughafens Gaziemir erreichte die Absturzstelle 10 Minuten nach dem Unfall und konnte das brennende Flugzeug nach 30 Minuten löschen. Zivilisten und Militärangehörige halfen beim Abtransport der Verletzten in die umliegenden Krankenhäuser.

## Unfallursache
Am Tag nach dem Unfall wurde eine baugleiche Fokker F28 untersucht, die, wie die Unfallmaschine, über Nacht auf dem Flughafen Izmir geparkt war. Dabei konnte festgestellt werden, dass sich auf den Flügeln der Maschine über Nacht Raureif gebildet hatte. Der linke Flügel, der vom Flughafengebäude weggerichtet war, war weniger von der Eisbildung betroffen, als der rechte. Auch konnte festgestellt werden, dass es bereits am 25. Februar 1969 beim Start einer baugleichen Fokker F28 der LTU vom Flughafen Hannover-Langenhagen zu einem ähnlichen Zwischenfall durch Vereisung gekommen war.
Als Unfallursachen wurden Raureif auf den Tragflächen und ein zu starkes Rotieren vermerkt: Die Besatzung hatte keine Enteisung der Maschine vor dem Flug vornehmen lassen und sie beim Start in einen steilen Anstellwinkel hochgezogen. Dabei unterschätzte sie die atmosphärischen Bedingungen. Durch den Raureif auf den Tragflächen war der Winkel, bei dem ein Abheben ohne Strömungsabriss möglich gewesen wäre, kleiner als ohne Vereisung. Auch wurde im Abschlussbericht vermerkt, dass die Feuerwehr für die Bekämpfung eines Brandes dieser Dimension zu spärlich ausgestattet gewesen sei.
16 Jahre nach dem Unfall erklärte Hasan Ferda Güley, der zum Zeitpunkt des Unfalls Verkehrsminister war, dass die Piloten betrunken gewesen seien und er dies die ganzen Jahre geheim gehalten habe, um das Vertrauen der Bevölkerung nicht unwiederbringlich zu erschüttern.

## Folgen
Nach dem Unfall erhielt der Flug von Izmir nach Istanbul eine neue Flugnummer. Fast genau ein Jahr später verunglückte mit Turkish-Airlines-Flug 345 erneut eine Fokker F28 auf derselben Flugstrecke.

## Trivia
Am 6. Februar 1996 ereignete sich mit Alas-Nacionales-Flug 301 unter derselben Flugnummern-Zahl erneut ein schwerer Zwischenfall einer türkischen Fluggesellschaft mit vielen Toten.

## Ähnliche Zwischenfälle
- Air-Florida-Flug 90
- Air-France-Flug 7775
- Continental-Airlines-Flug 1713

Koordinaten: 38° 17′ 21″ N, 27° 9′ 18″ O